# UTC−3:30

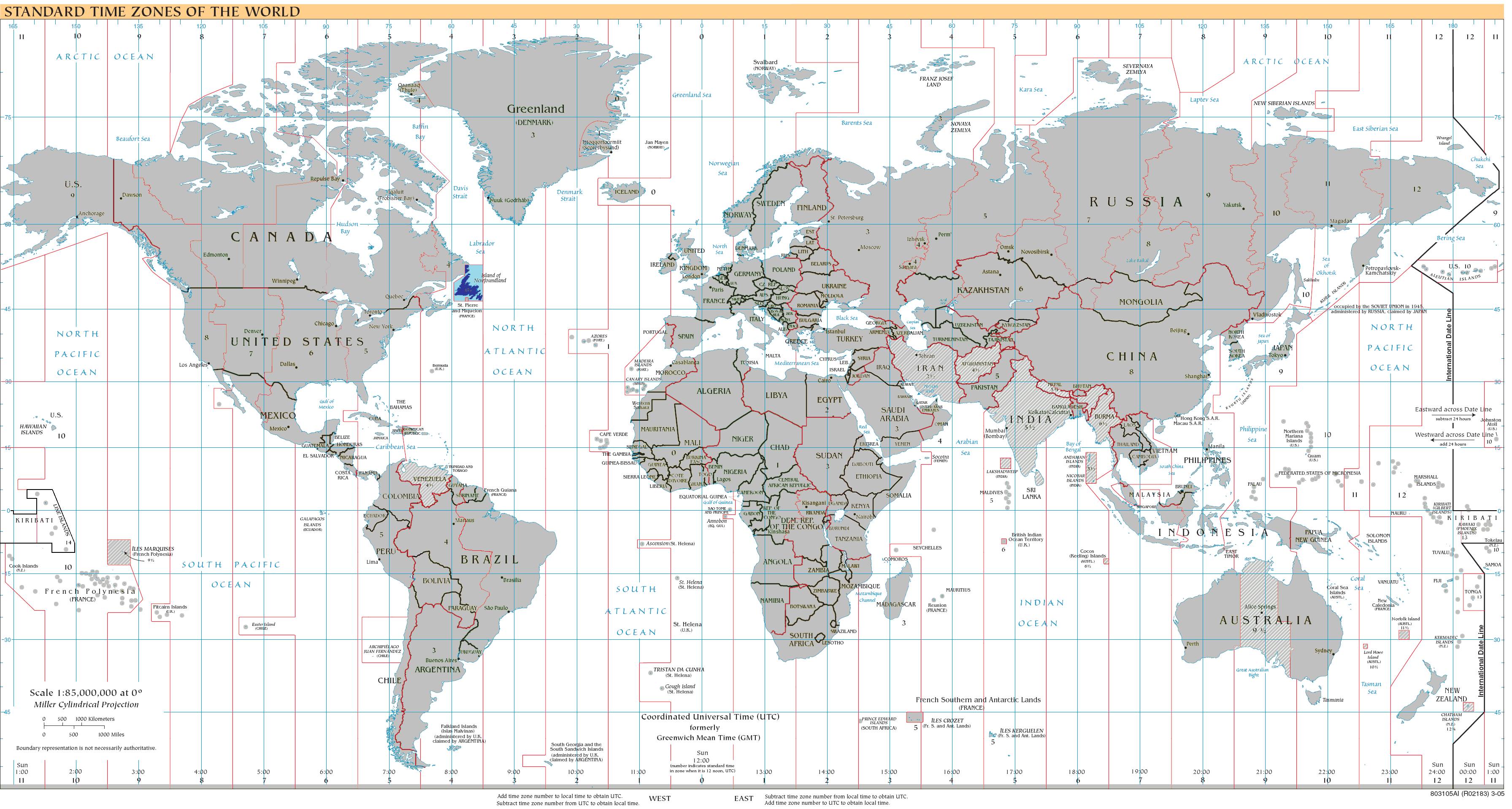
wintertijd
op zee, gehele jaar

UTC−3:30 is een van de tijdzones die op het westelijk halfrond gebruikt worden, de Newfoundland Standard Time.
Deze tijdzone wordt alleen in Canada gebruikt tijdens de wintertijd.

## Gebieden in de zone van UTC−3:30
Gebieden op het noordelijk halfrond zijn:
- Canada: Newfoundland en het zuidoosten van Labrador